# 上海四史学习教育
上海四史学习教育全稱為开展党史、新中国史、改革开放史、社会主义发展史学习教育，是中國共產黨上海市委員會（中共上海市委）於2020年5月開展的一場愛黨教育活動。中國共產黨認為，学四史可增强党员干部四个意识、坚定四个自信、做到两个维护，以迎接2021年中共建党一百周年。

## 歷史
2019年10月底，中共十九届四中全会提出，要加强中共党史、新中国史、改革开放史教育。2019年11月，中共中央总书记习近平在上海考察时表示，要引导中共党员和干部学习中共党史、新中国史、改革开放史。2020年1月8日，習近平在“不忘初心、牢记使命”主题教育总结大会上，習近平在要求學習三史的基礎上，再將社会主义发展史列为学习对象，正式提出學習四史的要求。
2020年4月14日，中共上海市委中心组举行2020年首次学习会，专题学中共党史。4月20日，上海市召开四史（开展党史、新中国史、改革开放史、社会主义发展史）学习教育工作推进会。5月9日，上海市委举行“四史”学习教育领导小组会议。中共中央政治局委員兼上海市委書記李強出任上海市委“四史”学习教育领导小组组长。此後，上海市委统战部印发《中共上海市委统战部关于支持各民主党派、无党派人士开展党史、新中国史、改革开放史、社会主义发展史学习教育的通知》，要求各民主党派、无党派人士也要开展“四史”学习教育。同時，学习强国上海学习平台专门开设“四史教育”栏目。
5月10日下午，位於楊浦區的长阳创谷会堂举行“四史”教育云端思政课首讲活动。
5月11日起，在上海市委宣传部促进全民阅读办公室的指导下，上海多家书店推出深入学习“四史”坚守初心使命主题展。各家参展书店均在店内醒目位置布置四史書籍专柜。
5月12日，中国劳动组合书记部旧址陈列馆举行“足迹：红色序曲——起点·摇篮”的情景党课。同日下午，上海市委中心组举行学习会，听取中国社会科学院当代中国研究所前副所长武力所作的“深入学习新中国史，汲取新时代奋进力量”的专题辅导报告。這一學習會是上海市委开展上海四史学习教育活動的一部分。
5月18日下午，中共上海市委讲师团“四史”专家宣讲团成立，同時舉行上海市“四史”宣讲工作动员会暨集体备课会。
10月，教育部召开专题会议，決定启动“四史”大学生读本编写工作。“四史”大学生读本預計於2021年春季投入使用。